# Porchow (Rosja)
Porchow (ros. Порхов) – miasto w zachodniej Rosji, w obwodzie pskowskim, położone ok. 70 km na wschód od Pskowa. W 2010 roku miasto liczyło 11 240 mieszkańców.
W 1428 roku należący do Republiki Nowogrodzkiej gród oblegał litewski książę Witold z Polakami. Pod grodem władyka nowogrodzki poprosił o pokój, który uzyskał po zapłaceniu kontrybucji w wysokości 5 tys. rubli i wykupnego z jeńców.

## Zabytki
- Kreml w Porchowie
  - Wieża Średnia
  - Wieża Mała